# Камышовая (деревня)
Камышо́вая — деревня в Усть-Абаканском районе Хакасии. Входит в состав Весенненского сельсоветв.

## География
Вблизи деревни находится горько-соленое озеро Улуг-Коль.
Расстояние до райцентра — пгт Усть-Абакан — 45 км, до ближайшей железнодорожной станции — 25 км.

## История
В 1965 году указом Президиума Верховного Совета РСФСР деревня фермы № 2 Абаканского овцеводческого совхоза переименована в Камышовую.

## Население
| 2002 | 2010 |
| ---- | ---- |
| 33   | ↘8   |